# Бёчек, Мухиттин
Мухиттин Бёчек или Мухиттин Бёджек (тур. Muhittin Böcek, род. 25 октября 1962) — турецкий политик из Республиканской народной партии занимающий пост мэра Антальи с 8 апреля 2019 года. Он исполнял должность мэра Коньяалты, района Антальи, с 1999 по 2019.

## Биография
Бёчек родился в 1962 году в районе Коньяалты (Анталья). Имеет юрюкские корни.
В 1994—1999 годах он занимал должность главы Центрального округа Партии Отечества. На местных выборах 1999 года он был избран мэром Коньяалты от партии «Родина». Он был переизбран на тот же пост в качестве кандидата от Народно-республиканской партии на местных выборах 2004 года и занимал пост мэра муниципалитета Коньяалты до 2019 года. В течение этого периода он занимал пост председателя Союза средиземноморских муниципалитетов, Ассоциации обслуживания инфраструктуры региона сохранения и развития туризма Западной Анталии (BATAB), совета директоров Фонда туристического образования и культуры Коньяалты (КОНТЕВ), а также городского совета Коньяалты.

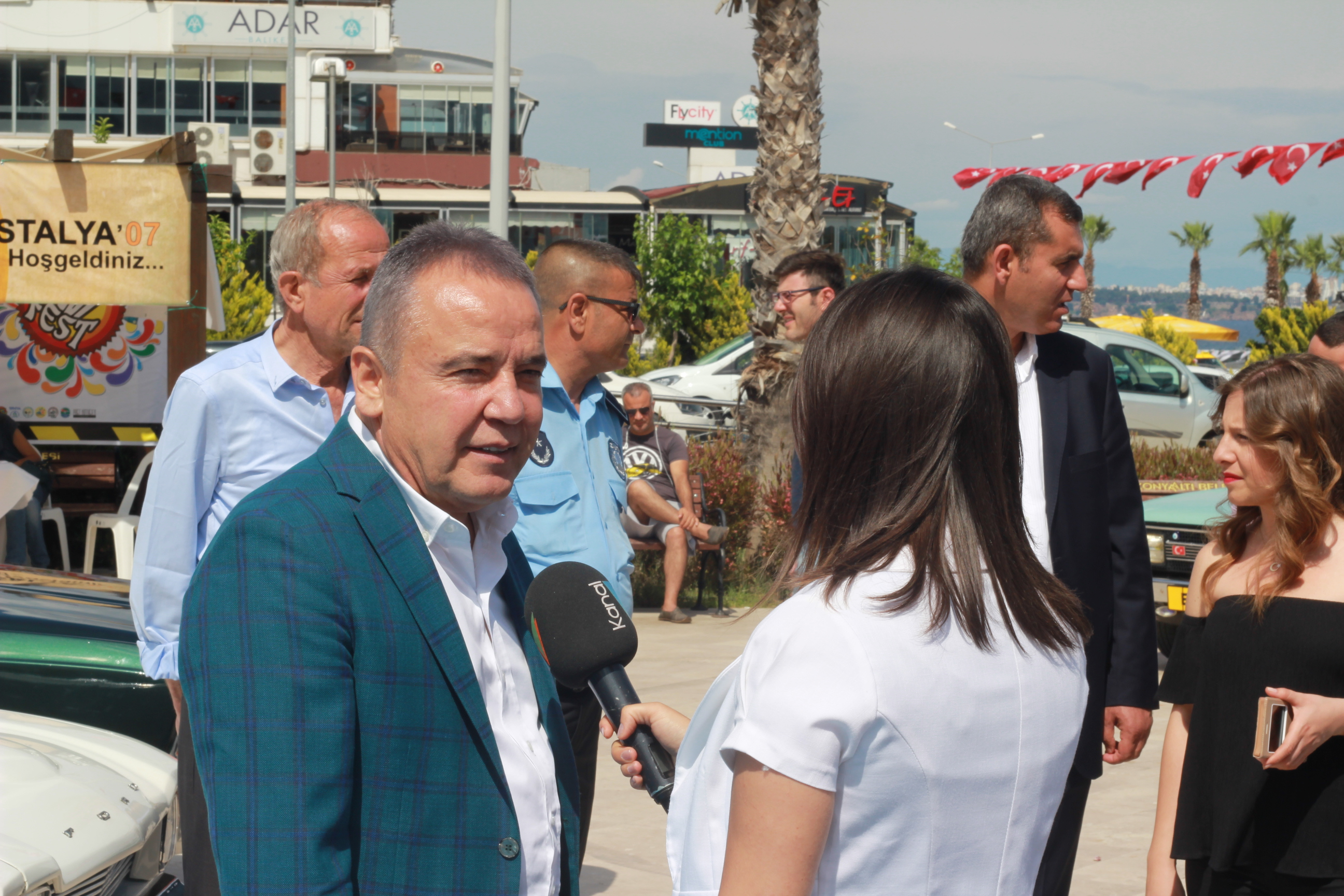
Мухиттин Бёчек даёт интервью в 2017 году

Мухиттин Бёчек написал книгу «Я влюблен в этот город», в которой описывает свою 20-летнюю политическую жизнь.
31 марта 2019 года был избран кандидатом Национального альянса от Республиканской народной партии (РНП) в муниципалитет Анталии на местных выборах.